# Церква Вознесіння Христового (Раштівці)
Церква Вознесіння Христового в Раштівцях — парафія і храм греко-католицької громади Гусятинського деканату Бучацької єпархії Української греко-католицької церкви в селі Раштівці Чортківського району Тернопільської области.

## Історія церкви
Громада хутора до 1946 року була греко-католицькою, але не мала власного храму, тому відвідувала богослужіння в селах Раштівці або Малі Бірки. Після виходу УГКЦ з підпілля громада належала до парафії с. Малі Бірки. У 1998 році була утворена самостійна парафія, яка спочатку була дочірньою до парафії с. Малі Бірки, а тепер — до парафії с. Самолусківці.
Віряни вирішили збудувати власний храм. 12 липня 1998 року тодішній генеральний вікарій Тернопільської єпархії о. митрат Василь Семенюк освятив наріжний камінь. Храм звели на кошти парафіян і освятили 13 червня 2002 року, у день свята Вознесіння Христового.

## Парохи
- о. Михайло Пилипів (2002—грудень 2005),
- о. Ігор Фута (з 2005).